# Хиллс, Лаура
Лаура Хиллс (Хиллз) (англ. Laura Hills, полное имя Laura Coombs Hills; 1859—1952) — американская художница и иллюстратор.
Стала первым художником-миниатюристом, избранным в Общество американских художников; также была сооснователем Американского общества художников-миниатюристов.

## Биография
Родилась 7 сентября 1859 года в Ньюберипорте, штат Массачусетс, и была третьим ребёнком из пяти детей банкира Филиппа Хиллса (Philip Knapp Hills) и его жены Мэри Хиллс (Mary Perkins (Gerrish) Hills).
Хотя девочка проявляла ранний интерес к искусству, её формальное художественное обучение было ограниченным: это были три зимы в Бостоне с Хелен  Ноултон, которая руководила классами для женщин-художников, где ранее преподавал Уильям Моррис Хант. Также она в течение двух месяцев обучалась в Художественной школе Коулза. В начале 1882 года Лаура покинула Бостон, чтобы три месяца изучать рисование в Лиге студентов-художников Нью-Йорка, где одним из её учителей был Уильям Мерритт Чейз.
В начале 1900-х годов Лаура Хиллс основала свою студию в Бостоне, но лето проводила в собственном доме, известном как «Золотая рыбка» (Goldfish), который она построила в Ньюберипорте и поселилась с одной из своих сестер. Между 1890 и 1930 годами она совершила пять поездок в Европу, чтобы погрузиться в искусство и культуру этого континента.

## Творчество
В 1880-х годах Хиллс написала серию пейзажей маслом, на которые явно повлияла школа Барбизона. В целом, её зрелые картины соответствуют романтизированному импрессионизму художников Бостонской школы, таких как Эдмунд Тарбелл, в то время как её дизайнерские работы показывают сильное родство с модерном. Она была одним из первых членов Гильдии бостонских художников (Guild of Boston Artists). Позже художница стали отдавать предпочтение в своих работах акварели и пастели. В 1889 году Лаура Хиллс провела свою первую персональную выставку в галерее Истмена (J. Eastman Chase Gallery) в Бостоне, где была представлена группа её пастельных пейзажей и натюрмортов. В следующем году она показала работы на четвёртой ежегодной выставке Бостонского клуба акварелистов (Boston Water Color Club), которая проходила в галерее Chase Gallery. Она выставляла акварельные и пастельные работы на протяжении всей своей карьеры. Она специализировалась на рисовании ярких настольных композиций из цветов, которые она в основном выращивала в своем собственном саду в Ньюберипорте.
В 1890-х годах во время поездки в Англию Хиллс увлеклась миниатюрными картинами на слоновой кости. Она освоила кропотливую технику и к 1893 году завершила серию миниатюрных портретов девушек из своего родного города. Эти семь симпатичных девушек из Ньюберипорта, положившие начало многолетней карьере художницы как миниатюрного портретиста, в настоящее время находятся в коллекции Бостонского музея изобразительных искусств вместе с другими её миниатюрными картинами. Она считалась одним из лучших миниатюрных художников в Америке своего времени. В 1897 году Лаура Хиллс стала первым миниатюрным художником, избранным в Общество американских художников, и одной из немногих женщин в нём. Год спустя она стала одним из основателей Американского общества художников-миниатюристов, где в течение некоторого времени занимала должность вице-президента.
Хиллс выполняла некоторые коммерческие работы, создавая акварели для поздравительных открыток и календарей (особенно для Луиса Пранга). Также выполняла иллюстрации для детского журнала «St. Nicholas» и иллюстрировала детские книги, в частности «The Birds' Christmas Carol» Кейт Уиггин и «Flower Folk» Анны Пратт (Anna Maria Pratt).
Широко выставляя свои работы, Лаура Хиллс получила множество наград на национальных и международных выставках, в том числе на Всемирных выставках 1900 и 1904 годов, Панамериканской выставке 1901 года и Панамо-Тихоокеанской международной выставке 1915 года.
Творческая активность художницы снизилась после 1920 года из-за ухудшения зрения.
Умерла Лаура Хиллс 21 февраля 1952 года в родном городе, где и была похоронена.